# Kenny Payne
Kenneth Victor Payne (Laurel, Misisipi, 25 de noviembre de 1966) es un exjugador de baloncesto estadounidense que jugó durante 4 temporadas en la NBA, y que el resto de su carrera profesional transcurrió en diferentes ligas de los cinco continentes. Con 2,03 metros de altura, lo hacía en la posición de alero. En la actualidad es entrenador asistente de la Universidad de Arkansas.

## Trayectoria deportiva

### Universidad
Jugó durante cuatro temporadas con los Cardinals de la Universidad de Louisville, en las que promedió 8,5 puntos y 3,7 asistencias por partido. Formó parte del equipo que conquistó el título de la NCAA en 1986, y donde su mejor temporada fue la última, en la que consiguió ser elegido en el mejor quinteto de la conferencia.

### Profesional
Fue elegido en la decimonovena posición del Draft de la NBA de 1989 por Philadelphia 76ers, elección que fue muy criticada por los aficionados de los Sixers, que lo recibieron con abucheos. Allí jugó durante 4 temporadas,, en las cuales fue siempre uno de los últimos jugadores del banquillo. Su mejor temporada fue la última, en los apenas 13 partidos que jugó ese año promedió 6,5 puntos y 1'8 rebotes por partido. En el mes de enero de 1993 fue definitivamente despedido al no cumplir las expectativas que había depositadas en él.
A partir de ese momento inició un recorrido por medio mundo, llegando a jugar en los cinco continentes. Comenzó su andadura internacional en la Virtus Roma de la liga italiana, donde jugó los últimos 8 partidos de la temporada 92-93, en los que promedió 15,8 puntos y 3,2 rebotes por partido. Tras esa experiencia regresó a su país, para jugar una temporada en la CBA, tras la cual viajó para jugar en Japón, Brasil, Filipinas, Chipre, China, Argentina y finalmente Australia.

## Estadísticas de su carrera en la NBA

### Temporada regular
| Temporada | Edad | Equipo             | Liga | P   | TIT | MIN  | TC  | TCA | %TC  | 3P | 3PA | %3P  | TL | TLA | %TL   | R.OF. | R.DEF. | REB | ASIS | ROB | TAP | PER | FP  | PTS |
| 1989-90   | 23   | Philadelphia 76ers | NBA  | 35  | 4   | 216  | 47  | 108 | .435 | 4  | 10  | .400 | 16 | 18  | .889  | 11    | 15     | 26  | 10   | 7   | 6   | 20  | 37  | 114 |
| 1990-91   | 24   | Philadelphia 76ers | NBA  | 47  | 6   | 444  | 68  | 189 | .360 | 4  | 18  | .222 | 26 | 29  | .897  | 17    | 49     | 66  | 16   | 10  | 6   | 21  | 43  | 166 |
| 1991-92   | 25   | Philadelphia 76ers | NBA  | 49  | 3   | 353  | 65  | 145 | .448 | 5  | 12  | .417 | 9  | 13  | .692  | 13    | 41     | 54  | 17   | 16  | 8   | 19  | 34  | 144 |
| 1992-93   | 26   | Philadelphia 76ers | NBA  | 13  | 0   | 154  | 38  | 90  | .422 | 4  | 18  | .222 | 4  | 4   | 1.000 | 4     | 20     | 24  | 18   | 5   | 2   | 7   | 15  | 84  |
| Total     |      |                    | NBA  | 144 | 13  | 1167 | 218 | 532 | .410 | 17 | 58  | .293 | 55 | 64  | .859  | 45    | 125    | 170 | 61   | 38  | 22  | 67  | 129 | 508 |

### Playoffs
| Temporada | Edad | Equipo             | Liga | P | MIN | TCA | TC | 3PA | 3P | TLA | TL | R.OF. | REB | ASIS | ROB | TAP | PER | FP | PTS | %TC  | %3P  | %FT   | MIN | PTS | REB | AST |
| 1989-90   | 23   | Philadelphia 76ers | NBA  | 3 | 10  | 2   | 5  | 0   | 2  | 2   | 2  | 1     | 2   | 0    | 0   | 0   | 1   | 3  | 6   | .400 | .000 | 1.000 | 3.3 | 2.0 | 0.7 | 0.0 |
| Total     |      |                    | NBA  | 3 | 10  | 2   | 5  | 0   | 2  | 2   | 2  | 1     | 2   | 0    | 0   | 0   | 1   | 3  | 6   | .400 | .000 | 1.000 | 3.3 | 2.0 | 0.7 | 0.0 |